# Amerikansk posthornssnäcka
Amerikansk posthornssnäcka (Helisoma duryi) är en snäckart som först beskrevs av Wetherby 1879.  Amerikansk posthornssnäcka ingår i släktet Helisoma, och familjen posthornssnäckor. Arten är reproducerande i Sverige.